# Историја Пирота
Пирот лежи између два велика града, Ниша и Софије, који су одређивали оквире развоја града. Области око данашњег Пирота представљају значајна сазнања о старим народима који су живели у централним областима Балкана, у граничној зони двеју језичких сфера, латинске на западу и грчке на истоку; на терену на коме су се сукобљавали и мешали утицаји двају моћних балканских народа, трачких и илирских, на веома прометној саобраћајници која повезује Европу са Азијом.
Пирот се први пут помиње у једној римској карти путева из прве половине 3. века, у тзв. Tabula Peutingeriana. Пирот је у тој карти назван Turres (Куле). Пирот је тада био обична кула мотриља а Бела Паланка је била варошица Remesiana у којој се налазила народна скупштина Горње Мезије. Из 2. века су најстарији грчки писани споменици који су нађени у Пироту. По једном од најстаријих споменика, Пирот и околина нису припадали Горњој Мезији него Тракији.
Пирот је тек у 14. веку постао важно источно упориште кнеза Лазара и прва одбрана против Турака. Неколико пута је падао у руке Османлија све до 1878. године. У Првом српском устанку је град био спреман да учествује у борбама међутим, Турци су предупредили те могућности те су Пироћанци емигрирали у остале крајеве Србије. Најпознатија буна против Турака која се десила у овим крајевима је била Пиротска буна. Тек у Другом српско—турском рату је град ослобођен од Османлија.
У будућим ратовима и недаћама, Пирот је углавном био под окупацијом Бугара. То се десило и у Српско—бугарском рату као и у оба Светска рата.
После формирања нове власти након 1944. године, град је доживео индустријски процват. Основала су се многа предузећа попут Први мај Пирот и фабрика Тигар које су биле познате у целој Југославији.
Пирот је званично постао град 2016. године. Град данас има око 50 000 становника са околним селима. Пиротски управни округ у свом саставу има општине: Бела Паланка, Димитровград и Бабушница. Округ се простире на 2.761 km² и има око 92 000 становника.

## Средњи век
Што се тиче средњег века, има много мало помена о граду. Историчар Јустинијана Великог, Прокопије из 6. века, помиње да је цар Јустинијан утврдио градић Квимедаву између Ремизијане и Кратискаре и сумња се да је то заправо пиротски град. По историчару Кости Костићу, Квимедава није Пирот већ место код села Расница и Костур где има латинских налазишта.
Пирот се помиње тим именом тек у 14. веку. У грчким споменицима из 10. и 11. века помињу се места: Мокро у нишкој епископији и Суково у софијској али имена Пирот нема.
У 12. веку арапски географ Идизри помиње Пирот као Атруби: Атруби се налази на 40 миља или један дан хода источно од Ниша, на реци која долази са српских планина и излива се у Мораву.
У периоду Стефана Немање, Пирот је он присајединио својој држави. Међутим, Анзберт, путописац немачких крсташа помиње да је Стефан Немања пратио немачког цара Фридриха Барбаросу од Ниша до Софије близу источне границе и ту се не помиње Пирот. Такође, синови и биографи Стефана Немање наводе градове које је он освојио и разрушио те се и ту не помиње Пирот. Историчар Коста Костић ова ћутања о Пироту тумачи тиме што је Пирот и раније био у рушевинама без грчке одбране те Стефан Немања није имао шта ни освојити ни разрушити.
У другој половини 14. века Пирот се јавља као важан стратегијски центар кнеза Лазара. Турци су почели упадати у српска места после 1382. године и Пирот је већ у том периоду био окупиран. Кнежев војвода Димитрије Војихновић је заузео град Пирот заједно са Јежевичком клисуром и то је била источна капија државе. Султан Мурат је поново заузео Пирот без тешкоћа.
Кнез Лазар је у помоћ Војихновићу послао 15 000 војника са Вуком Бранковићем те је српска војска отерала Турке 1388. године. Тако је повраћена источна граница државе. Како је Лазар очекивао 1389. године Турке са источне стране, утврђивао је градове Ниш и Пирот. Пред косовску битку, пиротске војнике је предводио Димитрије Војихновић, шурак деспота Угљеше. Пиротска војска са Војихновићем је заузимала десно крило српске војске.
Деспот Стефан Лазаревић је задржао Пирот после косовског боја али га је можда и изгубио за време честих турских упада у Србију у периоду 1402—1413. године јер су, по уговору са султаном Мухамедом, враћени сви крајеви близу Софије са Знепољем и Трном. Константин Философ, биограф деспота, записао је: Цар Мусулман изађе на Темско и освоји га с војском (утврђење у селу Темска).
Пирот је поново пао у турске руке око 1427. године када је султан Мурат почео продирати у Србију. Око 1433. године, пролазећи кроз Пирот, Француз Бертрандон де ла Брокијер бележи: Варош није ограђена, али има градић на једном крају, опасан с једне стране реком, а с друге стране великом баром. Место је то мало, уз један брег са северне му стране. Ако је тачна ова белешка, по Костићу, је Пирот чинило само насеље Пазар које је описано и оно је касније било разрушено и спаљено.
Године 1433. је Пирот био ослобођен и по Сегединском споразуму из 1444. године је деспот Ђурађ добио границе све до Софије. У годинама 1454—1455. је Пирот пао у руке Турака још једном.
Од 1455. до 1877. је Пирот био под турском влашћу.

## Пирот у белешкама
- Путописац Стеван Герлах који је прошао кроз Пирот 1578. године је записао да је у Пироту столовао Милош Обилић.[13]
- Турски географ Евлија Челебија је забележио да је пиротски градић подигао „краљ—деспот”.[14]
- Јаков фон Бецек (1564): Изван вароши уздиже се тврђавица на стени, коју оптичу две мале речице; недалеко од ове тврђавице уздиже се каменито брдо, на чијем подножју из пећине избија великом шумом лепа бистра вода.[15]
- С Швајгер (1577): Леп, стари градић има 5 јаких кула а горе на брду виде се многе старе зидине; становници причају да су Турци доњи градић подигли ради своје одбране, јер горњи градић не могаху освојити.[16]
- Свештеник Стеван Герлах (1578) : Пирот је лепа и велика варошица са доста добрим кућама; у њему станује 140 спахија, који иду у војску само кад их беглер-бег Румелије позове; мало има хришћанског становништва и оно нема своје богомоље; од тврђаве стоје само 4 високе јаке куле и платно; Пирот припада Синан-паши у Цариграду.[17]

Пирот у 17. веку се није разликовао умногоме од Пирота у 16. веку. Путописац француског посланика Де Хеа бележио је о граду: 21. јуна 1621. године ми сиђосмо са планине покривене шумом, на коју се бејасмо дан раније попели и на подножју које је велика и и врло плодна равница која носи име градића званог Пирот на словенском а на турском Cherquivi; ту у једној ливади дуж потока ми ручасмо. У истом веку, Челебија је записао да је Пирот повећа варошица али да је при крају века страдао. Аустријска војска је ушла у Пирот 1689. године и генерал Пиколомини рапортирао је цару да је нашао градић у добром стању а за варош је рекао да је била лепа и по турском начину зидана и богата али да ју је нашао разорену и неке делове у пламену.

## Пирот за време Турака
Аустријска војска је још једном ушла у Пирот за време војне, 1737. године. Војска је у граду поставила око 60 војника међутим убрзо је Турска потиснула војнике и поново заузела град. Притом су попалили 140 села у пиротском округу. У истим годинама је страдао и Темачки манастир.
За време турске владавине, Пирот је спадао у нишки пашалук. Турци су Пирот звали Шар или Шер-ћој што је у преводу градско, варошко село.

### Пирот за време Првог српског устанка
Турске власти су за време избијања Првог српског устанка чиниле све да спрече ширење, нарочито око Ниша и Пирота. Дана 5. априла 1805. је објављена вест да су се Пироћанци дигли против Турака а устанак прети да се рашири. Бележи се како су се устаници из Пирота сукобили са Турцима и изашли као победници средином априла исте године а крајем априла се народ нишког и пиротског краја подигао на још један устанак у споразуму са устаницима из Београдског пашалука.
Устанак Пироћанаца превазилазио је важност локалног значаја па је Хафиз-паша српске старешине побио а села опљачкао. Исте године, 1805. су Турци обесили о једну врбу у насељу Тијабара седам попова јер су их оптужили да одржавају везе са остатком Србије и да припремају устанак у округу.
Пироћанци ипак нису директно учествовали у борбама у главним фронтовима српско-турског ратовања али су имали акцију у Гургусовачком крају и били су предвођени браћом Маринком и Митом Петровићем који су били рођени у Пироту. Браћа су, због заслуга у рату, носили титулу војвода српске устаничке војске а такође су и учествовали у раду Скупштине старешина ослобођене Србије. Маринко Петровић је био један од најважнијих представника ослободилачке борбе и због тога је Висока порта тражила његово изручење од аустријских власти 1813. године.
Године 1806. је Ибрахим-паша пошао на Делиград а Карађорђе је наредио Мити, Маринку и Ранчи Пироћанцу да заједно са Хајдук Вељком нападају Турке у пиротској нахији а затим да се повуку и крену ка Делиграду и Алексинцу.
Битка на Чегру је имала велики значај за ослобођење хришћана Ниша и крајева око Ниша, укључујући и Пирот. Из Ниша је преко Пирота турска војска бежала у Бугарску а мањи део преко Лесковца и Врања.
Новембра 1809. године је Милисав Ђорђевић постао нови старешина бањске, црноречке, сврљишке и пиротске нахије. Добио је упутства од Карађорђа 10. новембра где је писало: Ви се сад јесте принуждени у турске руке али ви тамо уређујете са Турцима и поданство подаите њима за време а на пролеће како ви дође заповест сви будите готови на Турке ударити с нама. Пироћанци су преко свештених лица одржавали везе са остатком Србије и Карађорђем. Поклони манастирима су били значајна прилика да се сазна о догађајима са оне стране ратишта.
Пиротски крај је највише узимао учешћа у Првом српском устанку преко емиграција у ослобођене делове Србије. После неуспелих преговора са турским властима, силна турска војска је прошла кроз Пирот и средње Понишавље.
Након слома Устанка, турска специјална покретна потерна одељења за истребљавање хајдука и сакупљање прикривеног оружја, посебно у Горњем Понишављу и око Старе планине је служило за ликвидацију најугледнијих људи у народу.

### Период 1815—1830
Нормалан живот Пироћанаца после Првог српског устанка је био потпуно потиснут из страха од прогона.
Пиротски крај није учествовао у Другом српском устанку јер се није ширио ван Смедеревског санџака.
У Пироту је постојала тајна револуционарна организација вероватно пре 1820. године. Према архиви манастира Хиландар и писмима из 1816. године, Пироћанци су писали манастиру и обавештавали о догађајима у периоду турске власти. Прво писмо је од чорбаџија из 1816. године где се наводи да је пиротски протосинђел Данило кога су Турци осудили на изгнанство, очајан и да му треба помоћ. Они су желели да му се допусти да иде у манастир Ватопед где би помагао у дизању грчког устанка против Турака. Друго писмо је из исте године, послато маја месеца и писао га је Игњатије из Пирота и послао са све поклонима.
Положај пиротских варошана је био неизвестан јер су се плашили присуства великог броја турских војника и кулука.

### Пиротска буна
Пиротска буна је била оружани отпор народа због глобе и турског зулума, а нарочито због повећаног кулука. Често смењивање турске власти у Пироту је довело до неретке експлоатације и неконтролисаног зулума. Сељаци су за своје производе приликом доласка на градско тржиште плаћали специјалне трошарине, таксе, мостарине или скеларине. То је резултирало физичким исцрпљењем и касније исељавањем пиротског живља из града. Када је за пиротског ајана постављен извесни Махмуд капиџибаша, он је заједно са владиком Нишавске епархије Јеронимом, терорисао народ кулуцима и глобама. Пиротска буна је имала две фазе: прва је почела зулумима и великом емиграцијом у остале делове Србије 1835. године а друга је обележена сукобима.
Почетком септембра тотално је угашена пиротска буна. Тада је дошла и везирска бујурулдија у Пирот. Многи кметови су у то време пуштени из затвора.

### Други српско—турски рат и ослобођење
Операције главних снага српске војске су почеле са акцијама 14. децембра 1877. године а главни удар је био у правцу Пирота. Моравски корпс наступао је ка југу ради блокаде Ниша а Тимочки и Шумадијски према истоку ради каснијег напада на Белу Паланку и Пирот. Како се очекивао противнапад Турака, ископани су ровови код села Осмаково. Турци су изгубили доста људи код Бабине Главе и поставили су још више војника на том превоју, али су их Књажевчани зауставили и отворили ватру на њих па су побегли. На тај начин је био отворен пут српској војсци према Пироту.
Концентрација српске војске за напад на Пирот је завршена 25. децембра у следећем распореду:
- левокрилна колона — 4 батаљона крагујевачке бригаде, један ескадрон коњице, брдска батерија и шеста тешка батерија под командом пуковника Светозара Хаџића — задатак да нападне турско лево крило;
- средину ударне снаге сачињавали су: три рудничка и први крагујевачки батаљон и трећа тешка пиротска дивизија под командом мајора Радомира Путника са задатком да нападну турску војску на Нишору;
- деснокрилна колона — 2 батаљона београдске дивизије под командом потпуковника Јована Поповића, добила је задатак да дејствује на леви турски блок;
- у позадини на Рављу, остављена је дванаеста тимочка батерија са задатком да дејствује на леви турски блок;
- на крајњем десном крилу, Кумановском вису — прва батерија и крагујевачке бригаде с једном тешком батеријом II шумадијског пука и његове артиљерије на Будином Делу;
- у селу Темска у резерви је остављен батаљон београдске дивизије.

Напад на турску војску испред Пирота је започео 24. децембра у подне на левом крилу. Нападу је претходила јака артиљеријска припрема са места Игриште и са висова изнад села Сопот. Тога дана борба није завршена већ 27. децембра. Борба је почела на десном крилу Тимочког корпуса 27. децембра у пола осам ујутру а потом се развила на читавом фронту. Трубачи су засвирали јуриш на целој територији и трупе десне колоне кренуле су у напад, али су се Турци брзо прибрали и одбили овај напад. Те вечери је почео и снег да пада па наступања нису била могућа. Сутрадан се наставило са борбом те је тимочки корпус добио задатак да јужном падином Белаве продужи наступање према Пироту а да шумадијски корпус ојача десно крило наступајући према Будином делу како би изненадили Турке. Турци су међутим, у ноћи између 27. и 28. децембра напустили сва утврђења а у свануће и Пирот, пошто су претходно запалили складиште убојног материјала. Снажна експлозија је означила крај османске владавине у Пироту.
Радомир Путник је писао о овом догађају: Шеснаестог пред зору Турци напустише сву линију према нашој војсци. Трупе са центра, које су у то време отпочеле демонстрацију против Нишора, нађоше турску позицију празну и на њој доста оружја, муниције, шатора и осталих потреба. Тога дана преподне све трупе шумадијског и тимочког кора уђоше у Пирот праћене благословом Пиротлија.
Пирот је после ослобођења и након Берлинског конгреса и званично ушао под територију Србије.

## Пирот за време српско—бугарског рата
Како би се постигло остварење политичких циљева овог рата, било је потребно прикупљање података о војној стратегији бугарске војске и то је у пиротском крају требало да се спроводи преко окружног начелника Тодора Поповића. Помагали су му цариници, свештеници, сељаци и неколико људи српске емиграције из трнске и брезничке казе: Иван Пејчовић, Миладин Манчевић, Аранђел Стојановић. Сличне акције су биле организоване за корист Бугара и то од стране Симеона Христова, Коце Глигорова и Нешова као и других који су се декларисали као бугарски држављани после Берлинског конгреса.
Тадашњи министар иностраних дела Димитрије Маринковић је издао наредбу окружним начелницима источне Србије да треба да изврше припреме за српску агитацију међу пограничним становништвом у Бугарској. Поповић је тако и урадио. Гарашанин је написао Поповићу 1885. године следеће писмо: Кажите Аранђелу Станојевићу у ме моје да имате налог да ако произведе у Трнском срезу буну и покрет народа у корист уједињења са Србијом даће му се врло богата награда. Поповић је сматрао да треба да јави председнику владе Гарашанину да због присуства бугарске цивилне власти на граници није очекивао много покрета у корист Србије „све док турске трупе не почну палити по Бугарској а тад надати се да ће се без тога тражити наше закриље”.
Крајем године је појачана бугарска стража а сељацима је речено да ће бити пуцано на њих ако покушају да пређу границу док су путници из Софије скидани до голе коже у Цариброду и упућивани пешке преко границе.
У току рата се 17. новембра развила борба око Пирота где је српска страна изгубила 1 250 а бугарска 1 100 људи. Србија није успела да поврати Пирот. После борбе су Бугари око Пирота имали око 50 000 војника а Србија 15 000. Дан касније је дошло до аустријског посредовања код бугарског кнеза са захтевом да се одмах повинује жељи великих сила и потпише примирје. Гроф Кевенхилер је сместа отишао у бугарски главни стан у Пироту и рекао кнезу Александру Батенбергу да ће аустријска војска ући у рат да помогне Србији ако рат не буде прекинут. Ово је имало дејства те је прихваћено примирје. За тих месец дана колико су били у Пироту, Бугари су пљачкали кафане, спалили Мустаф-агин конак, дом Аранђела Станојевића и опљачкали дом Јанка Сенкијевића. Љубомир Миљковић је написао у својим белешкама: За Пирот веле да је много порушен и да је опљачкан крај где живе Срби а бугарски крај је остао читав. Звоно са цркве, узео је кнез Александар за спомен на први рат који је тим звоном оглашен, како он званично вели. Сами Бугари варошани пљачкали су по српским кућама. Ове сад исељавају у унутрашњост који су заостали, али већи део од њих прешао је с непријатељском војском на бугарску земљу. У варош је ушло 100 жандарма 15. децембра тачно у 12 сахата у подне с начелником округа пиротског Тодором Поповићем, војним комесаром Врховне команде потпуковником М. Магдаленићем, једним жандарским мајором и др. М. Мркшићем. На уласку у варош код Градића дочекао их је један бугарски официр који им је предао варош.

## Пирот у Балканским ратовима
Мобилизација 3. пешадијског пука Пироћанаца, названог „Летећи” и „Гвоздени” због брзине прелажења положаја је брзо отпочела а народ је поздрављао војнике. О мобилизацији је писао Виден Тошић: Зборно место било је код касарне, а одавде смо кренули у Барје, где смо остали два дана. Трећег дана смо кренули на границу где смо стигли 13. октобра и код Мердарске карауле разапели смо шаторе и остали све до објаве рата 16. октобра 1912. године. Током мобилизације у рату дошло је до малих сукоба близу границе а један такав сукоб је резултирао борбом 6. октобра 1912. године код села Мердаре где су учествовали Пироћанци у оквиру 3. пешадијског пука.
Новембра месеца, како се није наишло на отпор код непријатеља, Моравска дивизија је ослободила Тетово и Гостивар. Развој операција је однео Пироћанце према Битољу и Прилепу где се повукла разбијена турска Вардарска армија. Следећа дестинација пука је било Бакарно гувно. У Битољској бици, пук 3 је морао да изврши ноћни напад где су временске прилике биле јако неповољне. Турска војска се бранила код Битоља и покушали су 17. и 18. новембра са око 20 000 хиљада људи да заузму територију али су им напади одбијени. Командант четвртог батаљона Поповић Лазар је написао: Одржали смо све наше позиције над Битољем а 6. новембра први пут смо ушли у наш лепи Битољ. Тако је Облаковски вис остао највећа костурница Пироћанаца I и II позива изгинулих за ослобођење Битоља.
Објаве Другог балканског рата није ни било а Бугари су већ отпочели нападе 30. јуна преко Брегалнице и Злетовске реке. Трећи пук Пироћанаца је учествовао у одбрани Јежевог поља и у нападу на Банков чукар. Батаљони трећег пука су заузели Вакуф и Орлов камен.
По наређењу Степе Степановића, почеле су операције око Балта Бериловца како Бугари не би продрли до дела Пирот—Књажевац. У том делу Србије се најжешћа битка водила око села Јаловик Извор где је погинуо бугарски потпоручник Кирил Љубенов и где се и борио пиротски пук.

## Пирот у Првом светском рату
У току рата су Бугари однели многе културне вредности из пиротског краја: икону Диптих из Погановског манастира коју је у 14. веку поклонила ћерка Константина Дејановића. Бугари су затварали српске школе, забрањивали богослужења на српском језику и увели бугарски као службени језик. Убијали су се локални виђенији мештани и свештеници. Милије Јончић је забележио: На месту Јанкова падина, иза Големог камена, војници се постројише и почеше да нас пушкарају у леђа. Настаде јаукање и смртни крици несрећника. Ја почех бежати узбрдо. Око шест сати видех војника са официром, донесоше канте са гасом, полише несретнике, свештенике и упалише их а даље од мене спазих како са брега свлаче мртвог Зарију па и њега метнуше на ломачу. Бугарски терор је натерао ратно способно становништво у избеглиштво па су се многи сељаци придруживали устаницима нишког и алексиначког среза.
Како је Бугарска упала у економску кризу 1915. године и жетва није ишла како треба, окупирани делови Србије су били важан избор за снабдевање храном. Приликом економске експлоатације пиротског округа, људи су натерани на кулук, веће порезе а било је и прикупљање реквизиције. У једном таквом прикупљању реквизиције у селу Темска, Стојан Величков је „тукао сиротињу и гонио немилосрдно”, тражећи од сељака да носе на леђима сточну храну од једног села до другог.
У наређењу команданата савезничких снага од 28. септембра је стојало да друга фаза ослобођења Србије треба да одведе на фронт Ниш—Софија—Пловдив. На захтев генерала Д'Епереа, коњичка бригада генерала Жуина Гамбете прешла је код Велеса на десну обалу Вардара и преко планине Голешнице кренула у продор ка Скопљу. У ноћи 28. септембра су се коњаници окупили на излазу из масива на неколико километара од Скопља, без губитака и инцидената док непријатељ није имао појма о томе.
Када је бугарска војска напустила Пирот 27. септембра 1918. године, грађани су основали Народну одбрану која је била успостављена српска власт а и организовали су одбор за дочек ослободилаца.
На дан ослобођења 30. септембра, Пирот је био свечано украшен и пиротски ћилими су прекривали главну улицу с једног краја на други. Ослободиоци су ушли у град и били обасипани цвећем.

## Пирот у Другом светском рату
За време рата, 8. априла 1941. Пирот су окупирали Немци. Наступила је брза капитулација краљевске југословенске војске а затим је дошла бугарска војска у Пирот која је под заштитом Немаца, у ноћи 29. априла ушла у Пирот. Пријем међу становништвом био је хладан и непријатељски а свега неколико породица из Димитровградског среза (породице Недељка Стојића, Алексе Поповића, Мите Денковића и попа Арсена Делчева) су истакле бугарске заставе. Поред оваквог пријема, бугарски листови су писали о величанственом доласку бугарске војске у Пирот.
Уласком Немаца у Поморавље и Македонију, пробугарско становништво је почело са формирањем националних комитета за дочек Бугара. Главни комитет створен је у Скопљу са циљем да обезбеди прикључење Бугарској. Бугари нису били само за Македонију заинтересовани, врањски или пиротски округ, већ је истицана претензија и на Поморавље са градовима Ниш и Лесковац. Маја 1941. у Софији је основан Комитет за Поморавље на чијем челу је био генерал Георги Христов. Овај комитет се залагао за духовно присаједињење свих Бугара који су живели у сливу Мораве, која је сматрана бугарском реком.
Када су Пирот и срез нишавски ушли у састав бугарске државе, сматрани су „новоослобођеним” областима бугарске територије. Први председник општине Пирот под бугарском окупацијом је био Димитрије Младеновић Гага. Али је убрзо сва војна, цивилна и политичка власт била бугарска док су све положаје по општинама запосели чиновници из Бугарске.
Од фебруара 1944. припадници четничког покрета из састава Нишавског четничког корпуса су дејствовали на простору Пирота и Бабушнице. На челу Нишавског корпуса био је Александар Видановић Еуген али га је на то место заменио капетан II класе Душан Петровић „Борош”. У саставу Нишавског корпуса до тада се налазило шест бригада: три пиротске, лужничка, царибродска и летећа бригада. Током лета 1944. четници су наставили борбу против партизанских јединица, развијали живу пропагандну активност на ширења идеја одлуке конгреса регрутујући нове борце и снабдевајући се од својих симпатизера. У свом трогодишњем ратовању, припадници Нишавског корпуса нису учествовали у борби против бугарске војске и полиције нити против припадника формација Милана Недића и Димитрија Љотића. Једини бугарски полицајац који је био жртва у току рата, настрадао је од стране четника у селу Гњилан 1943. године. То је урађено како би се према становништву извршила одмазда од стране Бугара јер су четници сматрали да је село Гњилане упориште партизанског покрета.
Јула 1944. из Црне Траве у пиротски крај дошао је Јован Цекић који је био члан окружног комитета КПЈ стигао је у село Петровац. Партизанске јединице у Петровцу поседовале су радио станицу којом су се пратиле најновије вести о догађањима на фронту, нарочито из Бугарске. Непосредно пред ослобођење Пирота, у село Војнеговац дошао је један Бугарин у цивилу и понудио предају бугарске касарне и моста у селу Суково. Хтели су да партизани униште мост како би се спречило повлачење Немаца из Бугарске. Овакав развој догађаја изазвао је сумњу међу партизанима. После ових преговора
Бугарин је дошао још једном али су га овом приликом партизани свезали под наводном сумњом да је он бугарски агент. После кратког времена Бугарин је признао да су преговори били смишљена акција како би се ликвидирао истакнути партизански вођа за кога су чули да је боравио у пиротском крају. Испоставило се да је заробљени Бугарин у ствари бугарски полицајац који је био одговоран за више злочина против локалног становништва. Он је предат окупљеном народу који га је линчовао због злочина.
Из Пирота је стигла вест да влада пометња међу Бугарима, да су бугарски полицајци бежали и бацали оружје, а да је то последица напете ситуације у Бугарској. На постојећу телефонску мрежу која је пролазила близу Петровца, прикључен је пољски телефон и преко њега је позвана бугарска команда у Пироту. Бугари су хтели да преговарају и преко телефона су тражили да Јован Цекић дође у Пирот. Бугари су позвани да њихова делегација дође у близину села Петровац и да се преговори воде на партизанској територији. Партизанима није одговарало да уместо Бугара у град дођу Немци, док су Бугари желели да што пре напусте Пирот. По овлашћењу генерала Попова из Пирота, 6. септембра 1944. колима је у Петровац дошла једна делегација у чијем саставу су били један пуковник, потпуковник и мајор. После кратких преговора одлучено је да се Бугари повуку из Пирота. До доласка партизана бугарске јединице су држале фронт. Убрзо је у Пирот стигао један део Нишавског одреда за одржавање реда. Овим догађајима завршено је ослобођење Пирота и отпочело формирање народне власти.

## Култура у Пироту
Већ 1919. године извршене су поправке на оштећеним школским зградама што је омогућило ученицима да се врате у своје учионице. У току исте године са радом је међу првима почела Гимназија али само за ученике првог и другог разреда. Тада су и почеле са радом ђачке организације: Искра, Кола трезвене младежи Смиље и ковиље, подружнице аеро-клуба Наша крила и подружнице феријалног савеза. Отварање Гимназије имало је велики значај за културни живот Пирота, јер је Школа већ имала статус грађанског елитизма у Пироту. Њена улога као једног од важнијих места у култури Пирота још више се наглашава након изградње Соколане 1921. године (фискултурна сала у Гимназији). Соколана је поред своје основне намене, за потребе школе и Соколског друштва, постала и домаћин многобројних културних и ђачких приредби што је значајно утицало на квалитет јавног живота Пирота. Треба још додати да је културно-просветни темељ међуратног Пирота постао још чвршћи оснивањем Учитељске школе која је почела са радом 1925. године. Културни препород у Пироту је почео са обнављањем школских објеката.
Први елементарни услови за озбиљније бављење културом у Пироту почели су да се стварају након 1920. године када се обнавља рад аматерских друштава и организација које су и пре рата биле носиоци културних дешавања. Тада су кафане постале оличење варошког живота, места где су циркулисали људи, информације, а заједно са њима и појавни облици тадашње културе. Што се тиче међуратног Пирота, већ у првој половини двадесетих година прошлог века живот пиротских кафана постаје садржински све богатији па тиме долази и до поделе на оне које су нудиле класичну кафанску атмосферу и оне које су одређеним данима приређивале вечерње забаве врло шароликог карактера. Чини се, да је тих година највећи број посетилаца привлачила тијабарска кафана Париз где је сваког четвртка и суботе наступао тамбурашки оркестар, а у међувремену је радила школа играња за девојке и младиће. Међу седамдесетак кафана колико их је радило у Пироту
тога доба, крајем двадесетих година су се издвојиле кафане Национал, Еснаф, Књажевац и Македонија које би се на
основу данашњих параметара могле назвати елитним.
Као једно од првих аматерских друштава у Пироту, Момчило је почело са радом априла 1888. године, на иницијативу кројачког радника Ђоке Поповића. Основано са циљем да негује српске и словенске песме, ово друштво је у почетку окупљало занатлије
и трговце. Време афирмације и успона дружине Момчило почиње са доласком чешког музичара Карла Маћејке на место хоровође 1890. године. Карло Маћејка је успео да за непуне две деценије оформи четворогласни хор. Да се о Певачком друштву Момчило чуло широм тадашње државе најбоље говори податак да је оно било међу реткима који су имали част да учествују у свечаној церемонији крунисања краља Петра Карађорђевића у Београду 1904. године. За изузетне заслуге на пољу уметности и културе дружина Момчило је од стране династије Карађорђевић одликована Орденом Светог Саве петог степена. Богатство културног живота међуратног Пирота није било условљено само радом поменута два певачка друштва, јер је музичка сцена тог времена имала још једног актера, а то је Муслиманско певачко друштво Братство које је остало упамћено као Циганско певачко друштво.